# マルティン・ブダイ
マルティン・ブダイ（Martin Buday、1991年11月11日 - ）は、スロバキアの男性総合格闘家、柔術家。ニトラ県ニトラ出身。スパルタクス・ファイトチーム所属。

## 来歴
ダイエットのために19歳から格闘技のトレーニングを始める。その後ブラジリアン柔術を始め、ヨーロッパ柔術ノーギ選手権の紫帯部門と青帯部門で優勝するなど活躍した。2015年にプロ総合格闘技デビュー。
2021年10月12日、Dana White's Contender Series 43でロレンゾ・フッドと対戦し、右膝蹴りで1RTKO勝ちを収め、UFCとの契約権を獲得した。

### UFC
2022年4月16日、UFC初参戦となったUFC on ESPN: Luque vs. Muhammad 2でクリス・バーネットと対戦し、3R序盤にブダイの肘打ちがバーネットの後頭部にヒットし試合続行不可能となったため、その時点までの負傷判定決着となり、3-0の判定勝ち。
2023年12月16日、UFC 296: Edwards vs. Covingtonで当時無敗であったシャミル・ガジエフと対戦。1R序盤からガジエフのパンチが当たり後退。その調子で2Rからも押され続け最後、バックから膝そしてブダイが旋回したと同時左パンチを打ち込まれたことで結果2R TKO負け。UFC初の敗北を喫した。
2025年7月26日、当時ヘビー級13位にも関わらず、まだランカーとの対戦がない状況。そして訪れたUFCアブダビ大会UFC on ABC 9: Whittaker vs. de RidderでUFC初参戦となる柔術世界王者、マーカス・アルメイダと対戦。1R目序盤からアルメイダがタックルに行くが凌ぎ、テイクダウンを取らせなかった。そして2R目ではアルメイダがレッグダイブで飛び込み、初めてブダイのテイクダウンに成功。接戦の最中、3R目に突入。ブダイが果敢に攻め、相手が後退し疲れが見える。終盤、ブダイとアルメイダによる猛攻が続き、残り20秒でブダイが上を取り最後のパウンドを入れる。判定、三者とも29-28でブダイが辛勝した。
2025年8月1日、UFCアブダビ大会の約5日後に突如UFCからのリリースが決定。それに関してブダイは｢先日の報道の件については事実です。昨日、UFCから再契約はしないとの連絡を受けました。仕方のないことですね…｣とコメントを残した。そして、マルティン・ブダイの3年間にもわたるUFCでの戦いは戦績7勝1敗という素晴らしい結果で幕を閉じた。

## 戦績
| 総合格闘技 戦績 | 総合格闘技 戦績 | 総合格闘技 戦績 | 総合格闘技 戦績 | 総合格闘技 戦績 | 総合格闘技 戦績 | 総合格闘技 戦績 |
| --------------- | --------------- | --------------- | --------------- | --------------- | --------------- | --------------- |
| 18 試合         | (T)KO           | 一本            | 判定            | その他          | 引き分け        | 無効試合        |
| 16 勝           | 7               | 2               | 7               | 0               | 0               | 0               |
| 2 敗            | 1               | 0               | 1               | 0               | 0               | 0               |

| 勝敗 | 対戦相手                   | 試合結果                            | 大会名                                     | 開催年月日     |
| ○    | マーカス・アルメイダ       | 5分3R終了 判定3-0                   | UFC on ABC 9: Whittaker vs. de Ridder      | 2025年7月26日  |
| ○    | ウラン・サティバルディエフ | 5分3R終了 判定3-0                   | UFC on ESPN 65: Emmett vs. Murphy          | 2025年4月6日   |
| ○    | アンドレイ・アルロフスキー | 5分3R終了 判定2-1                   | UFC 303: Pereira vs. Procházka 2           | 2024年6月29日  |
| ×    | シャミル・ガジエフ         | 2R 0:56 TKO（スタンドパンチ連打）   | UFC 296: Edwards vs. Covington             | 2023年12月16日 |
| ○    | ジョシュ・パリジアン       | 1R 4:11 キムラロック                | UFC on ESPN 51: Luque vs. dos Anjos        | 2023年8月12日  |
| ○    | ジェイク・コリアー         | 5分3R終了 判定3-0                   | UFC on ESPN 45: Song vs. Simón             | 2023年4月29日  |
| ○    | ルーカス・ブジェスキー     | 5分3R終了 判定2-1                   | UFC on ESPN 41: Vera vs. Cruz              | 2022年8月13日  |
| ○    | クリス・バーネット         | 3R 1:35 負傷判定3-0                 | UFC on ESPN 34: Luque vs. Muhammad 2       | 2022年4月16日  |
| ○    | ロレンゾ・フッド           | 1R 4:56 TKO（右膝蹴り）             | Dana White's Contender Series 43           | 2021年10月12日 |
| ○    | カミル・ミンダ             | 2R 4:01 KO（右ストレート→パウンド） | Oktagon 25 【OKMMAヘビー級タイトルマッチ】 | 2021年6月19日  |
| ○    | ダニエル・ディトリッヒ     | 2R 1:13 キムラロック                | Oktagon 14                                 | 2019年9月14日  |
| ○    | エフヘニー・オルロフ       | 1R 3:32 TKO（スタンドパンチ連打）   | Oktagon Prime 1                            | 2019年4月26日  |
| ○    | ジョゼ・ホドリゴ・ゲウケ   | 2R 5:00 TKO（棄権）                 | SFG Night of Champions 5                   | 2018年10月26日 |
| ○    | ルカシュ・リソニエフスキ   | 1R 4:45 TKO（パウンド）             | Oktagon 9                                  | 2018年9月15日  |
| ○    | ジャンギル・ナシボフ       | 1R 5:00 TKO（棄権）                 | Oktagon 6                                  | 2018年5月26日  |
| ○    | ミラン・ヴルビッチ         | 1R 1:09 TKO（ボディへのパウンド）   | XFN 9                                      | 2018年4月21日  |
| ×    | フアン・エスピーノ         | 5分3R終了 判定0-3                   | Fecaluma - MMA-K1-BJJ                      | 2017年10月14日 |
| ○    | ウロス・ステファノビッチ   | 5分2R終了 判定3-0                   | Fight of Gladiators - Night of Champions 2 | 2015年10月23日 |

## 獲得タイトル
- Oktagon MMAヘビー級王座（2021年）